# Сервера, Моника
Мо́ника Серве́ра (исп. Mónica Cervera; род. 6 июня 1975, Малага) — испанская актриса.
Занималась хореографией в Мадриде и драматическим искусством в родной Малаге. Дебют состоялся в 1999 году в короткометражной ленте Рамона Саласара. Снималась в телесериалах. В кино известна по таким фильмам, как «Идеальное преступление» и «20 сантиметров». Имеет сына. В настоящее время проживает в Марбелье.